# Justina Grigaravičienė
Justina Grigaravičienė (* 1980) ist eine litauische Beamtin, ehemalige Umwelt-Politikerin und stellvertretende Umweltministerin Litauens.

## Leben
Nach dem Abitur an der Mittelschule absolvierte Justina Grigaravičienė das Bachelorstudium der Soziologie an der Bildungsakademie der Vytautas-Magnus-Universität und 2005 ein Masterstudium der öffentlichen Verwaltung an der Mykolas-Romeris-Universität zum Thema E-Government als Instrument für soziales Marketing (E. valdžia – kaip socialinio marketingo priemonė).
2006 war sie Beraterin von Alfredas Pekeliūnas, des Vizepräsidenten des litauischen Parlaments. Von 2008 bis 2012 arbeitete Justina Grigaravičienė als Gehilfin des Seimas-Mitglieds Rūta Rutkelytė und von Oktober 2018 bis April 2019 als Beraterin im Ausschuss für Umweltschutz in der Seimas-Kanzlei. Ab März 2012 arbeitete sie im Umweltministerium. Sie war oberste Spezialistin im Abfallbereich und von Mai 2019 bis August 2019 Chefberaterin des Ministeriums.
Vom 28. August 2019 bis Dezember 2020 war sie stellvertretende Umweltministerin, Stellvertreterin von Kęstutis Mažeika im Kabinett Skvernelis. Grigaravičienė wurde statt Vizeministerin Rasa Vaitkevičiūtė ernannt, die nach einem Skandal zurücktrat. Dann arbeitete Justina Grigaravičienė als Beraterin des Ministeriums für Landwirtschaft, regionale Entwicklung und Umwelt der Republik Moldau, um Umwelt- und Klimaziele und -überlegungen in alle wichtigen Wirtschaftspolitiken zu integrieren. Sie prüfte relevante strategische Grundsatzdokumente, gab politische Empfehlungen und Leitlinien für die Umsetzung des Abkommens zwischen der EU und der Republik Moldau, mit besonderem Schwerpunkt auf den Elementen, die sich aus dem europäischen Grünen Deal ergaben, ab (als EU High-Level Adviser on Green Transition im Rahmen der Beitrittsverhandlungen der Republik Moldau mit der Europäischen Union).
Justina Grigaravičienė ist verheiratet.